# San Carlos (Califòrnia)
San Carlos és una població dels Estats Units a l'estat de Califòrnia. Segons el cens del 2000 tenia 27.718 habitants.

## Demografia
Segons el cens del 2000, San Carlos tenia 27.718 habitants, 11.455 habitatges, i 7.606 famílies. La densitat de població era de 1.807,8 habitants/km².
Dels 11.455 habitatges en un 29,7% hi vivien nens de menys de 18 anys, en un 56,5% hi vivien parelles casades, en un 7,2% dones solteres, i en un 33,6% no eren unitats familiars. En el 25,7% dels habitatges hi vivien persones soles el 9,6% de les quals corresponia a persones de 65 anys o més que vivien soles. El nombre mitjà de persones vivint en cada habitatge era de 2,4 i el nombre mitjà de persones que vivien en cada família era de 2,93.
Per edats la població es repartia de la següent manera: un 22,1% tenia menys de 18 anys, un 4,3% entre 18 i 24, un 33% entre 25 i 44, un 26,2% de 45 a 60 i un 14,3% 65 anys o més.
L'edat mediana era de 40 anys. Per cada 100 dones de 18 o més anys hi havia 88,6 homes.
Cap de les famílies estaven per davall del llindar de pobresa.

## Poblacions més properes
El següent diagrama mostra les poblacions més properes.